# Sainte-Marie-sur-Ouche
Sainte-Marie-sur-Ouche é uma comuna francesa na região administrativa da Borgonha-Franco-Condado, no departamento de Côte-d'Or. Estende-se por uma área de 8,24 km². Em 2010 a comuna tinha 707 habitantes (densidade: 85,8 hab./km²).